# Olympische Sommerspiele 1972/Kanu – Vierer-Kajak 1000 m (Männer)
Der Wettkampf im Vierer-Kajak über 1000 Meter bei den Olympischen Sommerspielen 1972 wurde vom 5. bis 9. September auf der Regattastrecke Oberschleißheim ausgetragen.

## Ergebnisse

### Vorläufe

#### Vorlauf 1
| Rang | Athleten                                                         | Nation             | Zeit        |
| ---- | ---------------------------------------------------------------- | ------------------ | ----------- |
| 1    | Aurel Vernescu, Mihai Zafiu, Roman Vartolomeu, Atanasie Sciotnic | Rumänien           | 3:16,15 min |
| 2    | Rudolf Blass, Eberhard Fischer, Rainer Hennes, Hans-Erich Pasch  | BR Deutschland     | 3:18,42 min |
| 3    | Lars Andersson, Gunnar Utterberg, Per Larsson, Hans Nilsson      | Schweden           | 3:19,69 min |
| 4    | Alberto Ughi, Pierangelo Congiu, Mario Pedretti, Oreste Perri    | Italien            | 3:19,77 min |
| 5    | Robert Avery, Douglas Parnham, Peter Lawler, John Oliver         | Großbritannien     | 3:26,65 min |
| 6    | István Szabó, Péter Várhelyi, Zoltán Bakó, Csongor Vargha        | Ungarn             | 3:29,65 min |
| 7    | John van Dyke, Jerome Welbourn, Philip Rogosheske, Stephen Kelly | Vereinigte Staaten | 3:32,94 min |

#### Vorlauf 2
| Rang | Athleten                                                            | Nation      | Zeit        |
| ---- | ------------------------------------------------------------------- | ----------- | ----------- |
| 1    | Jurij Filatow, Jurij Stezenko, Wolodymyr Morosow, Waleri Didenko    | Sowjetunion | 3:18,35 min |
| 2    | Volkmar Thiede, Eduard Augustin, Herbert Laabs, Joachim Mattern     | DDR         | 3:18,65 min |
| 3    | Zlatomir Šuvački, Ivan Ohmut, Miloš Kralj, Dušan Filipović          | Jugoslawien | 3:22,98 min |
| 4    | Joseph Broeckx, Roger T’Joncke, Jean-Marie D’Haese, Paul Stinckens  | Belgien     | 3:23,31 min |
| 5    | Dennis Green, Dennis Heussner, Rodney Fox, Gordon Jeffery           | Australien  | 3:24,63 min |
| 6    | Denis Barré, Jean Barré, Dean Oldershaw, James Reardon              | Kanada      | 3:29,75 min |
| 7    | Hermelindo Soto, Gilberto Soriano, Horacio Flores, Alejandro Amecua | Mexiko      | 3:34,38 min |

#### Vorlauf 3
| Rang | Athleten                                                                      | Nation           | Zeit        |
| ---- | ----------------------------------------------------------------------------- | ---------------- | ----------- |
| 1    | Egil Søby, Steinar Amundsen, Tore Berger, Jan Johansen                        | Norwegen         | 3:19,12 min |
| 2    | Zbigniew Niewiadomski, Jerzy Dziadkowiec, Zdzisław Tomyślak, Andrzej Matysiak | Polen            | 3:24,59 min |
| 3    | Kari Markkanen, Heikki Mäkelä, llkka Nummisto, Jorma Lehtosalo                | Finnland         | 3:26,90 min |
| 4    | Ladislav Souček, Zdeněk Bohutínský, Ľubomír Kadnár, Pavel Kvasil              | Tschechoslowakei | 3:27,62 min |
| 5    | Gerhard Seibold, Kurt Heubusch, Heinz Rodinger, Alfred Zechmeister            | Österreich       | 3:27,77 min |
| 6    | Herminio Menéndez, Álvaro López, Javier Sanz, José María Esteban              | Spanien          | 3:34,19 min |

### Hoffnungsläufe

#### Hoffnungslauf 1
| Rang | Athleten                                                            | Nation     | Zeit        |
| ---- | ------------------------------------------------------------------- | ---------- | ----------- |
| 1    | István Szabó, Péter Várhelyi, Zoltán Bakó, Csongor Vargha           | Ungarn     | 3:14,35 min |
| 2    | Alberto Ughi, Pierangelo Congiu, Mario Pedretti, Oreste Perri       | Italien    | 3:15,68 min |
| 3    | Dennis Green, Dennis Heussner, Rodney Fox, Gordon Jeffery           | Australien | 3:16,24 min |
| 4    | Herminio Menéndez, Álvaro López, Javier Sanz, José María Esteban    | Spanien    | 3:21,07 min |
| 5    | Gerhard Seibold, Kurt Heubusch, Heinz Rodinger, Alfred Zechmeister  | Österreich | 3:21,97 min |
| 6    | Hermelindo Soto, Gilberto Soriano, Horacio Flores, Alejandro Amecua | Mexiko     | 3:31,65 min |

#### Hoffnungslauf 2
| Rang | Athleten                                                           | Nation             | Zeit        |
| ---- | ------------------------------------------------------------------ | ------------------ | ----------- |
| 1    | Ladislav Souček, Zdeněk Bohutínský, Ľubomír Kadnár, Pavel Kvasil   | Tschechoslowakei   | 3:17,39 min |
| 2    | Joseph Broeckx, Roger T’Joncke, Jean-Marie D’Haese, Paul Stinckens | Belgien            | 3:18,63 min |
| 3    | Denis Barré, Jean Barré, Dean Oldershaw, James Reardon             | Kanada             | 3:19,77 min |
| 4    | John van Dyke, Jerome Welbourn, Philip Rogosheske, Stephen Kelly   | Vereinigte Staaten | 3:22,89 min |
| 5    | Robert Avery, Douglas Parnham, Peter Lawler, John Oliver           | Großbritannien     | 3:26,80 min |

### Halbfinale

#### Halbfinale 1
| Rang | Athleten                                                         | Nation   | Zeit        |
| ---- | ---------------------------------------------------------------- | -------- | ----------- |
| 1    | Aurel Vernescu, Mihai Zafiu, Roman Vartolomeu, Atanasie Sciotnic | Rumänien | 3:09,98 min |
| 2    | Kari Markkanen, Heikki Mäkelä, llkka Nummisto, Jorma Lehtosalo   | Finnland | 3:11,15 min |
| 3    | István Szabó, Péter Várhelyi, Zoltán Bakó, Csongor Vargha        | Ungarn   | 3:11,24 min |
| 4    | Volkmar Thiede, Eduard Augustin, Herbert Laabs, Joachim Mattern  | DDR      | 3:11,65 min |
| 5    | Denis Barré, Jean Barré, Dean Oldershaw, James Reardon           | Kanada   | 3:20,53 min |

#### Halbfinale 2
| Rang | Athleten                                                                      | Nation           | Zeit        |
| ---- | ----------------------------------------------------------------------------- | ---------------- | ----------- |
| 1    | Jurij Filatow, Jurij Stezenko, Wolodymyr Morosow, Waleri Didenko              | Sowjetunion      | 3:09,68 min |
| 2    | Lars Andersson, Gunnar Utterberg, Per Larsson, Hans Nilsson                   | Schweden         | 3:10,45 min |
| 3    | Ladislav Souček, Zdeněk Bohutínský, Ľubomír Kadnár, Pavel Kvasil              | Tschechoslowakei | 3:11,57 min |
| 4    | Zbigniew Niewiadomski, Jerzy Dziadkowiec, Zdzisław Tomyślak, Andrzej Matysiak | Polen            | 3:12,46 min |
| 5    | Dennis Green, Dennis Heussner, Rodney Fox, Gordon Jeffery                     | Australien       | 3:13,76 min |

#### Halbfinale 3
| Rang | Athleten                                                           | Nation         | Zeit        |
| ---- | ------------------------------------------------------------------ | -------------- | ----------- |
| 1    | Egil Søby, Steinar Amundsen, Tore Berger, Jan Johansen             | Norwegen       | 3:08,72 min |
| 2    | Rudolf Blass, Eberhard Fischer, Rainer Hennes, Hans-Erich Pasch    | BR Deutschland | 3:09,71 min |
| 3    | Alberto Ughi, Pierangelo Congiu, Mario Pedretti, Oreste Perri      | Italien        | 3:09,89 min |
| 4    | Joseph Broeckx, Roger T’Joncke, Jean-Marie D’Haese, Paul Stinckens | Belgien        | 3:10,70 min |
| 5    | Zlatomir Šuvački, Ivan Ohmut, Miloš Kralj, Dušan Filipović         | Jugoslawien    | 3:11,21 min |

### Finale
| Rang | Athleten                                                         | Nation           | Zeit        |
| ---- | ---------------------------------------------------------------- | ---------------- | ----------- |
| 1    | Jurij Filatow, Jurij Stezenko, Wolodymyr Morosow, Waleri Didenko | Sowjetunion      | 3:14,02 min |
| 2    | Aurel Vernescu, Mihai Zafiu, Roman Vartolomeu, Atanasie Sciotnic | Rumänien         | 3:15,07 min |
| 3    | Egil Søby, Steinar Amundsen, Tore Berger, Jan Johansen           | Norwegen         | 3:15,27 min |
| 4    | Alberto Ughi, Pierangelo Congiu, Mario Pedretti, Oreste Perri    | Italien          | 3:15,60 min |
| 5    | Rudolf Blass, Eberhard Fischer, Rainer Hennes, Hans-Erich Pasch  | BR Deutschland   | 3:16,63 min |
| 6    | István Szabó, Péter Várhelyi, Zoltán Bakó, Csongor Vargha        | Ungarn           | 3:16,88 min |
| 7    | Kari Markkanen, Heikki Mäkelä, llkka Nummisto, Jorma Lehtosalo   | Finnland         | 3:16,92 min |
| 8    | Lars Andersson, Gunnar Utterberg, Per Larsson, Hans Nilsson      | Schweden         | 3:17,39 min |
| 9    | Ladislav Souček, Zdeněk Bohutínský, Ľubomír Kadnár, Pavel Kvasil | Tschechoslowakei | 3:20,22 min |